# Didier Franck
Pour les personnes ayant le même patronyme, voir Franck.
Didier Franck, né le 7 mai 1947, est un philosophe français, spécialiste de philosophie allemande ,. 

## Biographie
En 1986 il soutient sa thèse  Recherches phénoménologiques sur la chair et l'espace à l'université de Poitiers sous la direction de Jean-Luc Marion.
Il commence sa carrière universitaire à l'université de Tours, puis il est nommé professeur à l'université Paris X-Nanterre. En 1984, il co-fonde avec Pierre Guenancia la collection Philosophie (qui devient rapidement une revue) aux Éditions de Minuit. Il la dirige jusqu'en 1994, avant de laisser sa place à Claude Romano.  
Il a également participé à la refondation des Archives Husserl de Paris 'à l'École normale supérieure,. 
Son œuvre d'historien de la philosophie porte essentiellement sur Nietzsche, Husserl et Heidegger.

## Hommage et distinctions
Didier Franck a reçu en 2018 le Grand prix de philosophie de l'Académie française pour l'ensemble de son œuvre.

## Publications

### Auteur
- Chair et corps, sur la phénoménologie de Husserl, Paris, Éditions de Minuit, 1981 et 1993.
- Heidegger et le problème de l'espace, Paris, Éditions de Minuit, 1986.
- Nietzsche et l'ombre de Dieu, Paris, collection Epiméthée, PUF, 1998.
- Dramatique des phénomènes, Paris, collection Epiméthée, PUF, 2001.
- Heidegger et le christianisme, Paris, collection Epiméthée, PUF, 2004.
- Collaboration à l'ouvrage dirigé par J.-F. Mattéi, Heidegger et l'énigme de l'être, Paris, PUF, 2004[8].
- L'un-pour-l'autre. Levinas et la signification, Paris, collection Epiméthée, PUF, 2008.
- Le nom et la chose. Langage et vérité chez Heidegger, Paris, Vrin, 2017.
- La constitution du temps, Paris, Vrin, 2020[9].

### Traducteur
- De la phénoménologie d'Eugen Fink, Éditions de Minuit, 1975 et 1990.
- La terre ne se meut pas de Husserl, Éditions de Minuit, 1989.
- Notes sur Heidegger de Husserl, Éditions de Minuit, 1993.
- Remarques sur Art-sculpture-espace, de Heidegger, Payot, 2010.